# Хуан Чжихун
Хуан Чжихун (спрощ.: 黄志红; кит. трад.: 黃志紅; піньїнь: Huang Zhihong; нар. 7 травня 1965) — китайська легкоатлетка, яка спеціалізувалася на штовханні ядра.

## Спортивні досягнення
Cрібна олімпійська призерка зі штовхання ядра (1992). Фіналістка (8-е місце) олімпійських змагань зі штовхання ядра (1988).
Дворазова чемпіонка світу зі штовхання ядра (1991, 1993). Срібна призерка (1995) та фіналістка (4-е місце у 1997 та 11-е місце у 1987) чемпіонату світу в цій дисципліні.
Дворазова срібна призерка чемпіонату світу в приміщенні (1989, 1991). Фіналістка (5-е місце) чемпіонату світу в приміщенні (1997).
Дворазова переможниця змагань зі штовхання ядра на Кубках світу (1989, 1994).
Чемпіонка Універсіади (1989).
Чемпіонка (1990) та срібна призерка (1986) Азійських ігор.
Дворазова чемпіонка Азії (1989, 1991).
Чемпіонка Китаю зі штовхання ядра (1988, 1989, 1990, 1991, 1992).